# Damac FC
Damac FC (arab. ضمك) – saudyjski klub piłkarski, mający siedzibę w Chamis Muszajt, założony w 1972 roku, grający w rozgrywkach Saudi Professional League.

## Obecny skład
Stan na 17 czerwca 2024
| Nr | Poz. | Piłkarz                                            |
| -- | ---- | -------------------------------------------------- |
| 1  | BR   | Bandar Al-Shahrani                                 |
| 2  | OB   | Abdulrahman Al-Obaid                               |
| 3  | OB   | Abdelkader Bedrane                                 |
| 4  | OB   | Noor Al-Rashidi                                    |
| 7  | PO   | Abdullah Al-Qahtani                                |
| 8  | PO   | Tarek Hamed                                        |
| 9  | NA   | Assan Ceesay                                       |
| 10 | NA   | Georges-Kévin N’Koudou                             |
| 11 | NA   | Abdulaziz Al-Bishi (wypożyczony z Al-Ittihad Club) |
| 12 | NA   | Abdulaziz Makeen                                   |
| 14 | PO   | Abdulaziz Al-Shahrani                              |
| 15 | OB   | Farouk Chafaï (kapitan)                            |
| 16 | PO   | Bader Munshi                                       |
| 17 | PO   | Domagoj Antolić                                    |

| Nr | Poz. | Piłkarz             |
| -- | ---- | ------------------- |
| 18 | NA   | Ahmed Harisi        |
| 19 | OB   | Abdullah Al-Hawsawi |
| 20 | OB   | Dhari Al-Anazi      |
| 21 | OB   | Sanousi Al-Hawsawi  |
| 22 | BR   | Abdulbasit Hawswi   |
| 23 | PO   | Abdulaziz Majrashi  |
| 30 | BR   | Moustapha Zeghba    |
| 31 | PO   | Nicolae Stanciu     |
| 40 | OB   | Hassan Al-Shamrani  |
| 41 | OB   | Sultan Faqihi       |
| 49 | NA   | Ahmad Al-Zain       |
| 51 | NA   | Ramzi Solan         |
| 96 | NA   | Fahad Al-Juhani     |

### Zawodnicy na wypożyczeniu
Stan na 17 czerwca 2024
| Nr | Poz. | Piłkarz                                                                   |
| -- | ---- | ------------------------------------------------------------------------- |
|    | NA   | Hassan Abu Shrarh (na wypożyczeniu w Al-Jabalain FC do 30 czerwca 2024)   |
|    | PO   | Rayan Al-Mousa (na wypożyczeniu w Al-Hazem SC do 30 czerwca 2024)         |
|    | NA   | Fares Al-Sharani (na wypożyczeniu w Jerash FC do 30 czerwca 2024)         |
|    | PO   | Adam Maher (na wypożyczeniu w Al-Wakrah SC do 30 czerwca 2024)            |
|    | NA   | Rayan Mansour Al-Qahtani (na wypożyczeniu w Jerash FC do 30 czerwca 2024) |